# Vierspan

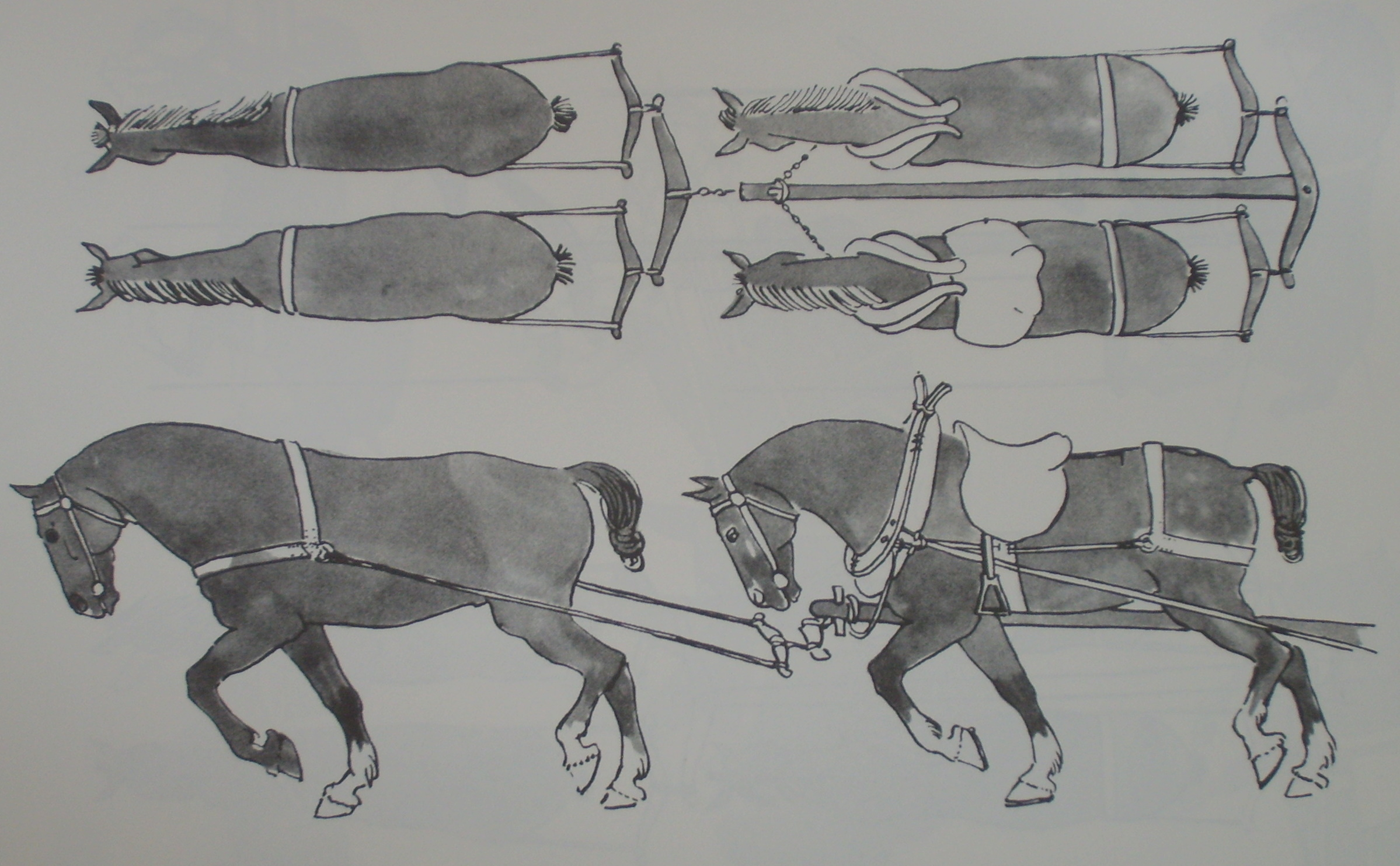
Schema van de aanspanningswijze

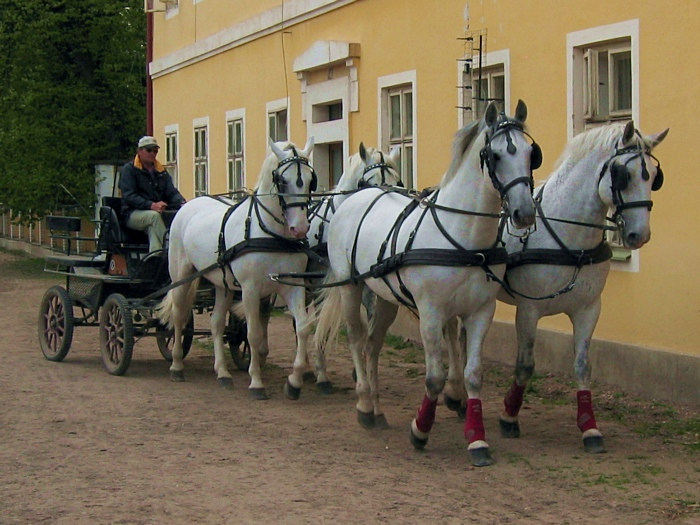
Vierspan Kladruberhengsten

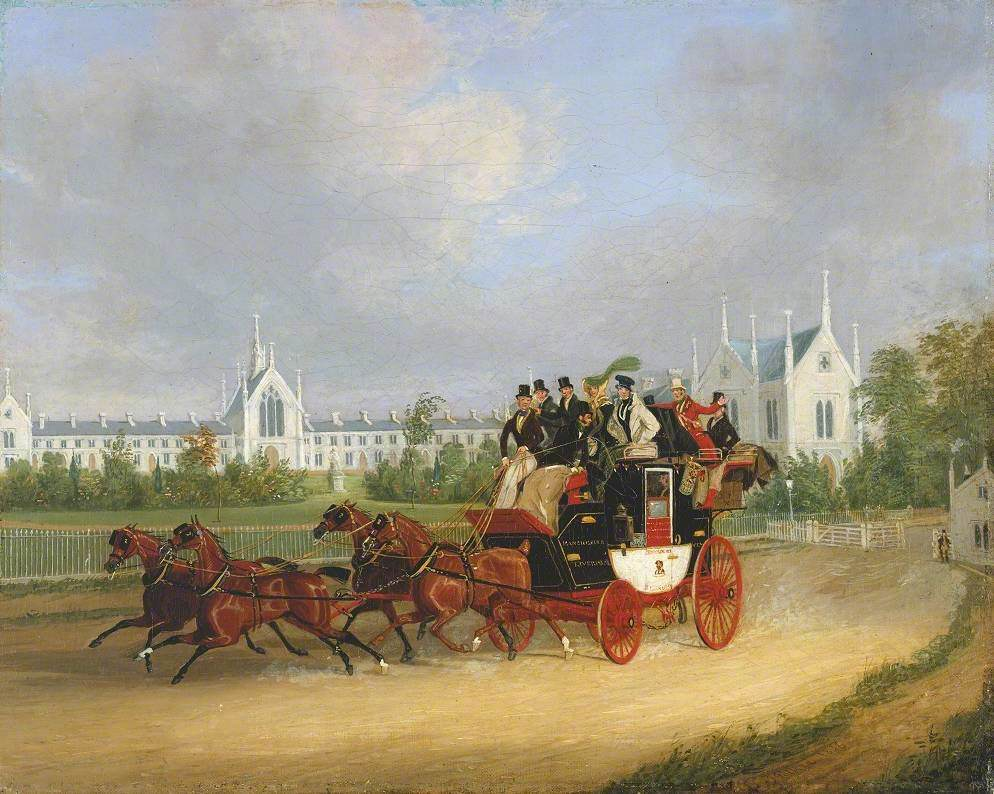
Postkoets London - Birmingham, 1836

Een vierspan is een aanspanningswijze waarbij vier paarden twee-aan-twee voor een koets of wagen gespannen zijn. In de oudheid werden de vier paarden vaak alle naast elkaar voor de wagen gespannen.

## Aanspanning
De achterste twee paarden lopen aan een dissel. Zij zijn met strengen verbonden aan de wagen en doen het eigenlijke trekwerk. De voorste twee paarden zijn met strengen verbonden aan een evenaar met zwengen die aan een trekhaak voor aan de dissel bevestigd is. De voorste paarden geven, door de koetsier geleid, de richting aan. Oorspronkelijk waren dit de wisselpaarden. De koetsier zit op een hoge bok om het hele span te kunnen overzien. Hij bestuurt de paarden met twee paar kruislings gekoppelde leidsels en met zijn stem en hij gebruikt een koetsierszweep met een lange slag.

## Geschiedenis
Men zag deze aanspanning traditioneel veel bij zware wagens zoals postkoetsen en bierwagens en soms ook bij statiekarossen. Bij vroege vormen van deze aanspanning en zesspan werden de paarden ook gemend door een groom op een van de paarden. De koets of karos had toen soms geen bok maar bestond slechts uit een aan riemen opgehangen kast voor enkele passagiers.

### Wedstrijden
Vierspanrijden heeft zich sinds ongeveer 1980 internationaal ontwikkeld tot een van de meest spectaculaire takken van de mensport. Een succesvolle menner in die jaren was Tjeerd Velstra die twee keer wereldkampioen werd, in 1982 in Apeldoorn en in 1986 Ascot in Engeland. In 2016 werd het wereldkampioenschap opnieuw gehouden in Nederland, op het landgoed de Prinsenhoeve in Breda.
Bekende Nederlandse vierspan menners zijn IJsbrand Chardon, Koos de Ronde van Stal de Ronde uit het Zuid-Hollandse Zwartewaal, Hans Heus van het Geldersch Vierspan uit het Gelderse Eerbeek en Harry de Ruyter van De Ruyter Stables uit het Limburgse Kessel. Mark Weusthof rijdt met het Twents Vierspan. Dit doet hij in navolging van zijn vader, Nederlands kampioen Theo Weusthof die in de jaren 1980 op wereldniveau twee keer teamgoud won.

## Afbeeldingen

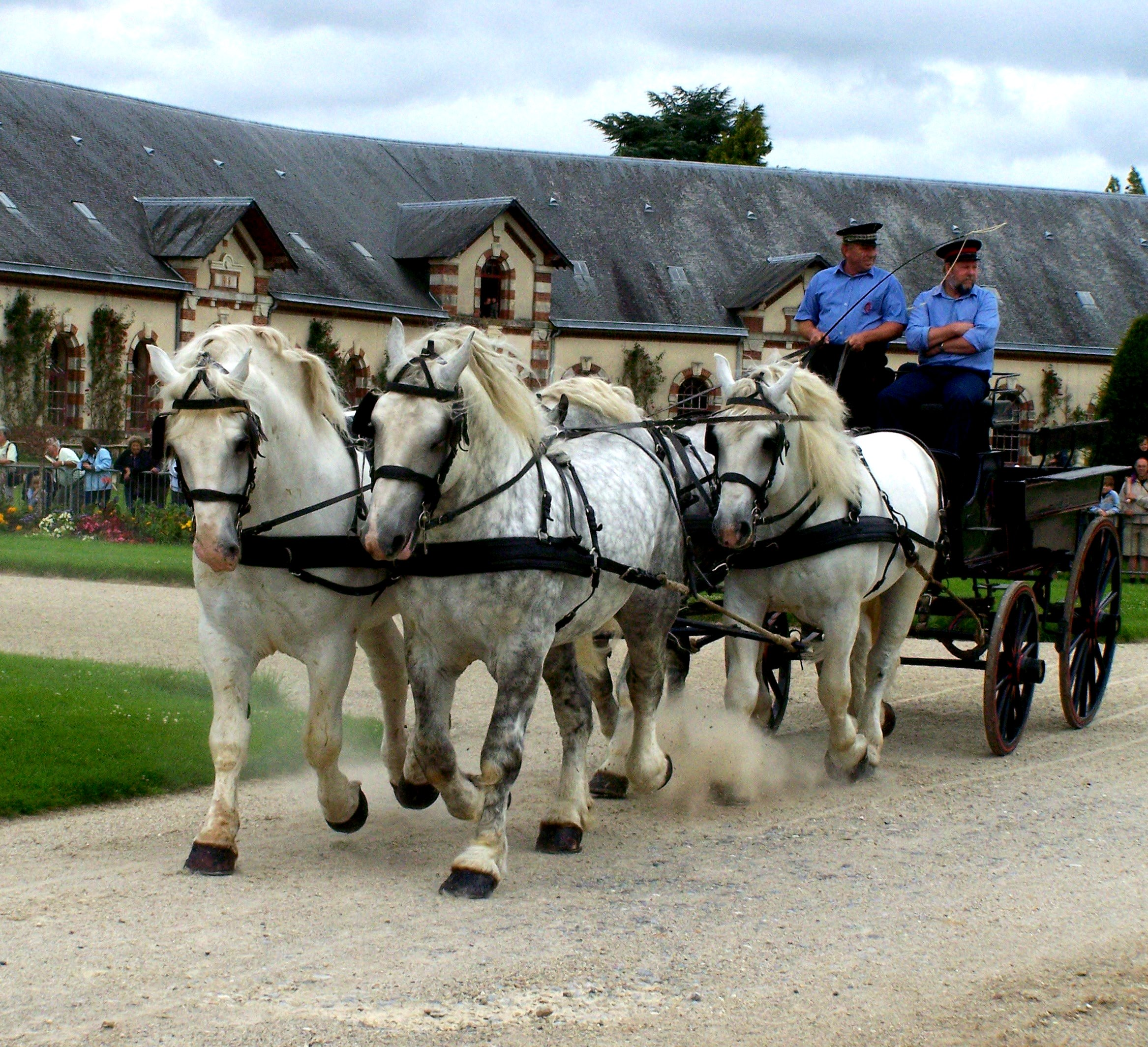
Een vierspan in Normandië
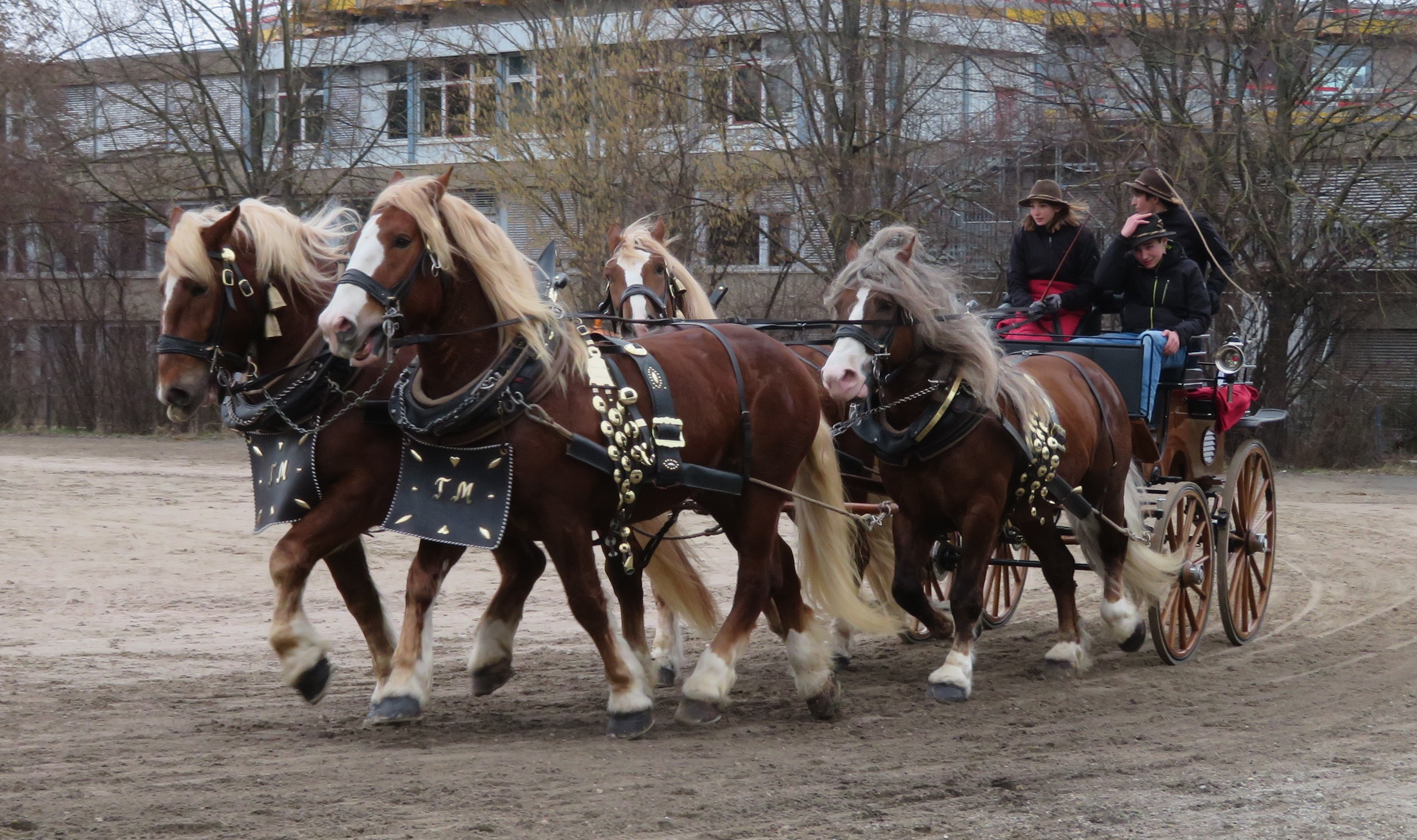
Vierspan in Duitsland
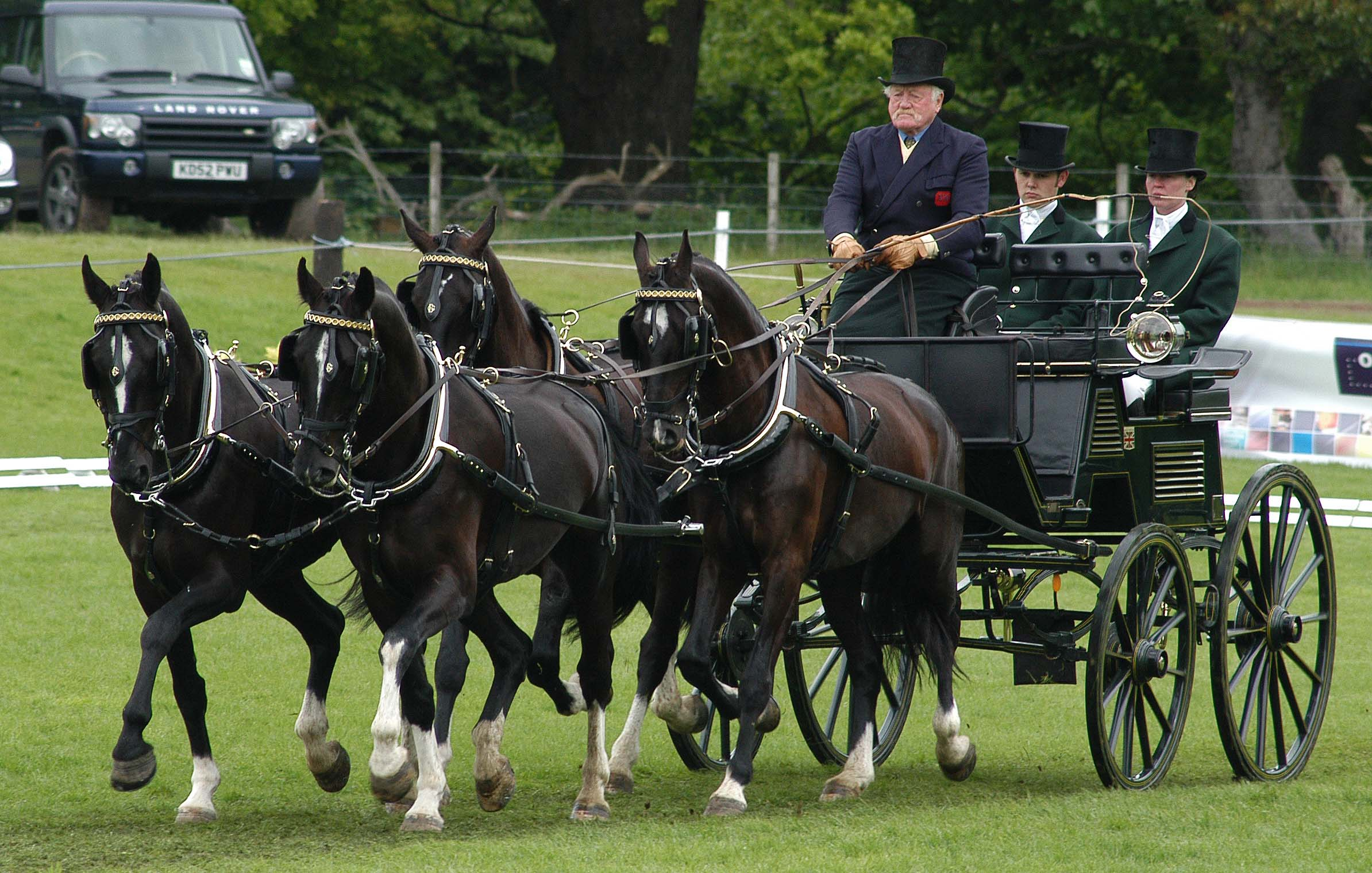
Vierspanrijden, dressuurproef
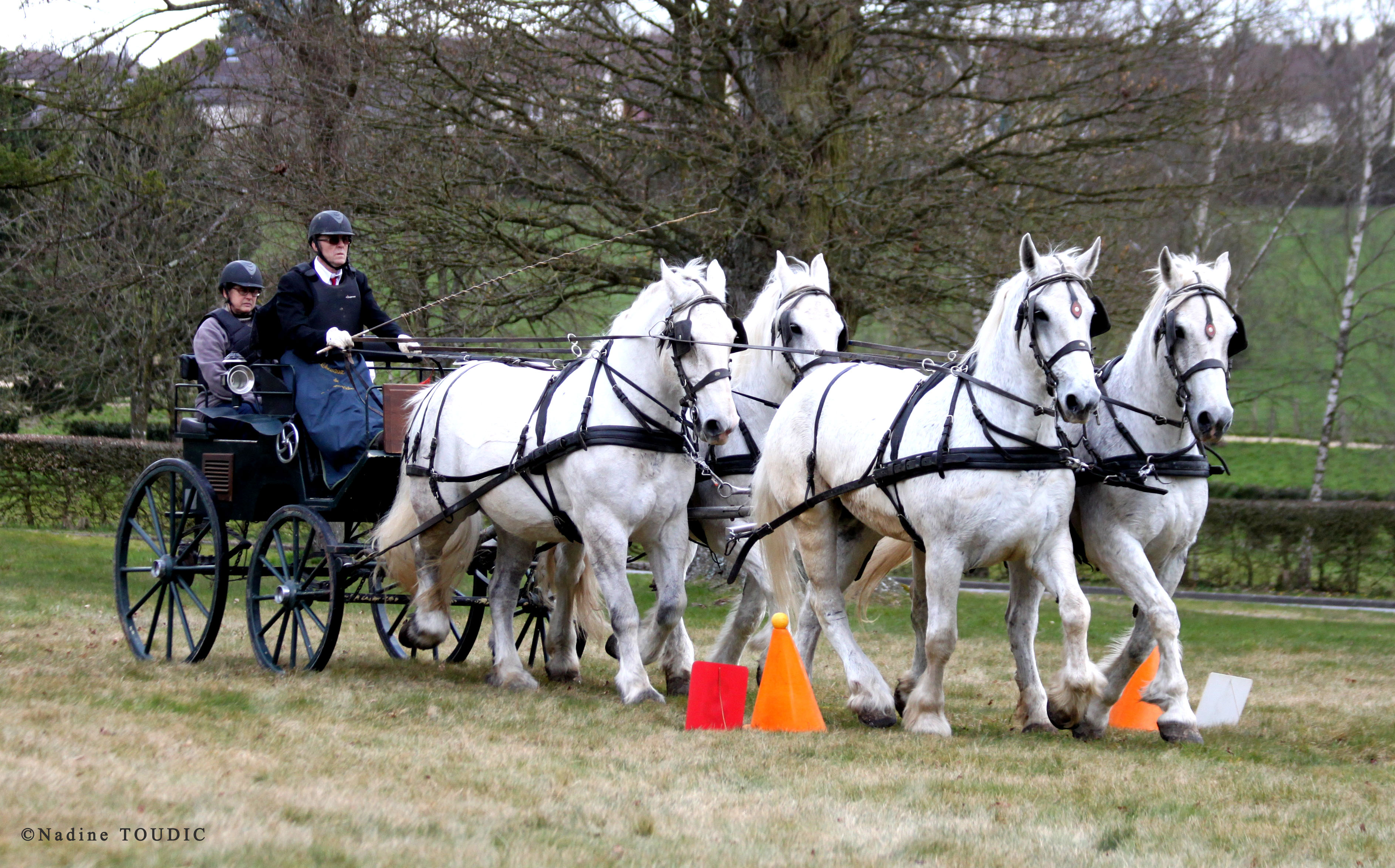
Menwedstrijd, vaardigheidsproef